# Kanchibiya (Distrikt)
Kanchibiya ist einer von acht Distrikten in der Provinz Muchinga in Sambia. Kanchibiya hat eine Fläche von 8918 km² und es leben 93.050 Menschen in ihm (2022). Er wurde 2017 vom Distrikt Mpika abgespaltet.

## Geografie
Dieses Gebiet war früher Teil des Distrikts Mpika und wurde 2017 von diesem abgespalten. Der Distrikt hat nur einen Wahlkreis. Er liegt auf einem Plateau.

### Klima
Die jährliche Niederschlagsmenge beträgt etwa 1000 mm. Das Klima auf dem Plateau ist gemäßigt, mit Sommertemperaturen, die selten die 30 °C übersteigen und gelegentlichem Frost im Winter. Die durchschnittliche relative Luftfeuchtigkeit beträgt 60 %. Sie schwankt über das Jahr und erreicht ihren Höhepunkt in der Regenzeit. Die Windrichtungen sind überwiegend Ost bis Südost und drehen in der Regenzeit auf Nordost bis West. Die heißesten Monate sind Oktober und November, während Januar und Februar am feuchtesten sind. Der Monat Juni ist der kälteste mit 9 °C und geringen Niederschlägen.

### Gewässer
Der Distrikt liegt am Rand der Bangweulusümpfe und in den Chambeshi-Überschwemmungsgebieten. Der Fluss bildet auch die Grenze zwischen dem Kasama und dem Kanchibiya-Distrikt. Ebenso wird der Distrikt vom lwitikila und dessen Nebenfluss Kanchibiya durchflossen.

### Vegetation
Der Distrikt besteht aus Miombo-Wäldern, die von offenen Entwässerungsleitungen oder Dambos durchzogen sind. Der Miombo lichtet sich zu den Bangweulu-Sümpfen hin zu einer Parklandschaft, die kleine Waldgebiete umfasst und von offenem Grasland durchzogen ist. Es kommt in der Trockenzeit zu Streufeuern.

## Bevölkerung
Die Bevölkerung des Distrikts hat eine durchschnittliche jährliche Wachstumsrate von 3,8 %. Etwa 90 % der Bevölkerung leben im ländlichen Raum.

## Wirtschaft
Kanchibiya verfügt über reichlich natürliche Ressourcen wie Gewässer, fruchtbare Böden und gutes Weideland, gute Niederschlagszyklen, Wildtiere und weit verbreitete Forstareale. Diese Ressourcen werden jedoch noch nicht effektiv genutzt.
Der Distrikt ist ein Zentrum des Palmölanbaus. Derzeit werden auf 1200 Hektar pro Saison geerntet und zwischen 1000 und 1600 Tonnen Öl pro Hektar erzeugt. Das rohe Palmöl wird an global wirtschaftende Industrieunternehmen im Copperbelt in Ndola verkauft.
Die Sumpfgebiete ermöglichen Reisanbau. Derzeit gibt es nur 73 lokale Produzenten, die auf 18 Hektar Land überwiegend für den Eigenbedarf anbauen. Da es Hammermühlen für Reis gibt, polieren die lokalen Gemeinden ihn. Sie verkaufen ihn aber auch poliert oder unpoliert an Kasama.
Im Allgemeinen ist der Boden für den Anbau von Leguminosen im gesamten Distrikt geeignet. Zu den angebauten Hülsenfrüchten gehören Sojabohnen, Erdnüsse und Bohnen. Die Produktionsrate des Distrikts für Hülsenfrüchte beträgt 2,5 t/ha und in den Feuchtgebieten werden Hülsenfrüchte wie Bohnen zweimal pro Saison geerntet. Bisher gibt es noch keine Wertschöpfungskette für Hülsenfrüchte wie Verpackung, Lagerung und Vertrieb.
Es werden Nutztiere im Distrikt gehalten. Zu den Nutztieren gehören Rinder, Ziegen, Schafe und Schweine. Es gibt jedoch keine größere kommerzielle landwirtschaftliche Nutzung.
Die saisonale Ernte von Raupen findet normalerweise von September bis Dezember statt. Sie werden von vielen Sambiern als Teil der täglichen Mahlzeit verwendet. Sie sind wegen des hohen Proteingehalts sehr nahrhaft. Daher wandern während dieser Saison Menschen aus allen Gesellschaftsschichten in den Distrikt, um große Mengen dieser Raupen zu sammeln und nachher an Kunden in städtischen Zentren wie Lusaka und im Copperbelt zu verkaufen.

## Infrastruktur
Im Distrikt gibt es vier Arten von Transportmöglichkeiten: Schienen-, Wasser-, Straßen- und Lufttransportwege.
Für das Schienennetz ist Kanchibiya strategisch günstig positioniert. Er liegt an einer Stelle, an der die Provinz Muchinga und die Nordprovinz durch die Tazara-Eisenbahnlinie verbindet ist. Die mit chinesischen Regierungsmitteln gebaute Eisenbahnlinie ist mit den Stationen Kasongo und Chambeshi in Betrieb, jedoch in keinem guten Zustand.
Da Kanchibiya über dessen Sümpfe an den Bangweulusee grenzt, sind die Wasserwege eine wichtige Verbindung zwischen Luapula und der Nordprovinz.
Der Distrikt liegt an der Straße, die ihn über den Hafen von Mpulungu in der Nordprovinz mit den Nachbarstaaten Ruanda und Burundi verbindet. Sie ist asphaltiert, jedoch sind die Zubringerstraßen im Distrikt in einem schlechten Zustand.
Der Distrikt hat zwei Landebahnen, die für den Transport und von der Luftwaffe genutzt werden.

## Tourismus
Das Bangweulu Game Management Reserve umfasst mehrere Distrikte und Kanchibiya ist einer davon. Das Gebiet bestehen aus Feuchtgebieten und Sümpfen, die von Chambeshi, Lwitikila, Munikashi, Lulingila und Flüssen aus anderen Distrikten wie Lukulu und Lulimala gespeist werden. Diese Feuchtgebiete haben Wildtiere wie Büffel, Zebras, Buschböcke, schwarze Letschwe, Zugvögel, Krokodile, Vögel, Flusspferde, Hyänen, Schakale und Buschböcke. Allerdings wurde bisher nicht viel in Bezug auf die Infrastruktur wie den Bau der Lodges und Hotels zur Unterstützung der Touristen geleistet.